# Святослав Ростиславич
Святослав Ростиславич (в хрещені — Іван; ?—1170) — новгородський князь (1157—1160, 1161—1168) із смоленської гілки Рюриковичів, син Ростислава Мстиславича.

## Біографія
Другий син Ростислава Мстиславича. Після того як останній з 1159 року почав князювати у Києві, Святослав у свою чергу отримав Новгород. Проте вже наступного, 1160 року новгородці вигнали Святослава і запросили на князювання Мстислава Ростиславича, який був племінником Андрія Боголюбського. Однак невдовзі Святослав вернувся в Новгород і командував новгородським військом у битві зі шведами на річці Волхов. Конфлікт завершився успішно для новгородців — з 55 шведських суден які брали участь у битві врятуватись вдалось лише дванадцятьом.
Після смерті Ростислава Мстиславича новгородці, незважаючи на дану йому обіцянку вигнали Святослава Ростиславича з міста. Князь втік у Великі Луки, але його прогнали і звідти. Тоді Святослав пішов у Суздальську землю і з допомогою Андрія Боголюбського вторгся в новгородські волості та спалив Торжок, проте новгородці не здались перед князем і він змушений був відступити. 
1161 року Святослав одружився з невдомою князівною, точних відомостей про його нащадків не збереглося.
Помер близько 1170 року.